# Christophoruskirche (Oese)

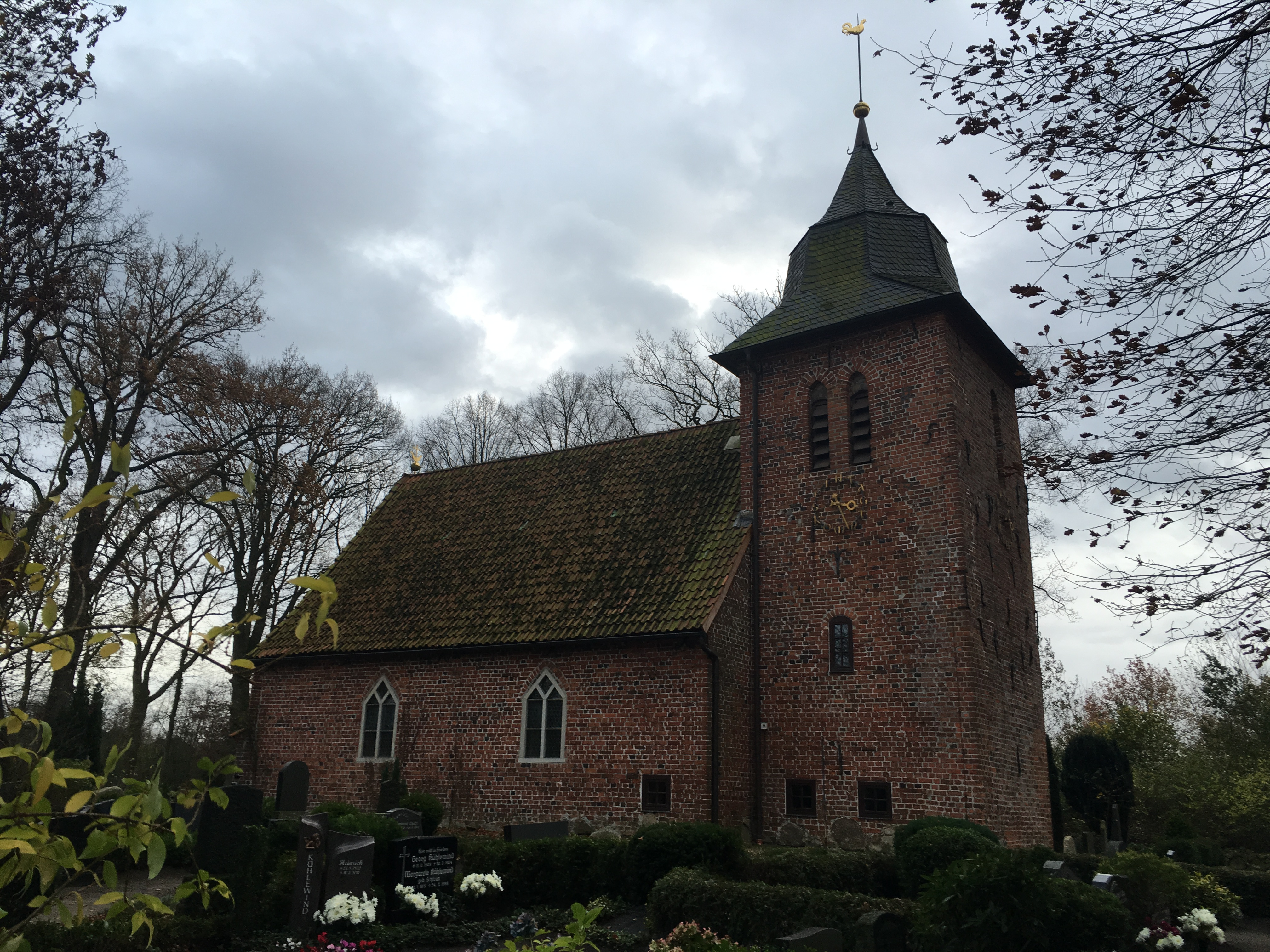
Christophoruskirche

Die evangelisch-lutherische denkmalgeschützte Christophoruskirche steht auf dem Kirchfriedhof von Oese, einem Ortsteil der Gemeinde Basdahl im Landkreis Rotenburg (Wümme) in Niedersachsen. Die Kirchengemeinde gehört zum Kirchenkreis Bremervörde-Zeven im Sprengel Stade der Evangelisch-lutherischen Landeskirche Hannovers.

## Beschreibung
Die kleine Saalkirche wurde 1577/78 von dem Ritter Christoph von Issendorff aus Backsteinen als Gutskirche gebaut. Sie hat einen dreiseitigen Schluss des Chors und einen eingezogenen Kirchturm im Westen, der mit einer achtseitigen schiefergedeckten Haube bedeckt ist. Die Turmuhr hat anstelle Ziffern Buchstaben. Über dem mit Pilastern gerahmten und mit einer Bekrönung bedeckten Portal befindet sich ein Relief aus Sandstein vom Ende des 16. Jahrhunderts, das die Kreuzigung darstellt. In den Bleiglasfenster des Kirchenschiffs werden Passionsdarstellungen wiedergegeben.
Der Innenraum ist mit einer bemalten Holzbalkendecke überspannt. Die Kirchenausstattung aus der Erbauungszeit wurde bis ins frühe 17. Jahrhundert ergänzt. Im Zentrum des mit Pilastern gerahmten Flügelaltars von 1597 steht ein Gemälde vom Abendmahl Jesu, links flankiert vom Sündenfall, rechts flankiert von der Auferstehung Jesu Christi. Auf der Brüstung des Kanzelkorbes an der Südwand vom Ende des 16. Jahrhunderts sind in zwei Reihen übereinander in je sechs Feldern die 12 Apostel gemalt. Über der Kanzel befindet sich der mit Schnitzereien versehene Schalldeckel. In der Mitte darunter schwebt die Heiliggeisttaube. Neben der Kanzel hängt ein Kruzifix, das älteste Kunstwerk in der Kirche. Es soll im 14. oder 15. Jahrhundert angefertigt worden sein und früher als Vortragekreuz bei Prozessionen gedient haben. An den Wänden befinden sich zahlreiche Grabmäler der Familie Issendorff.

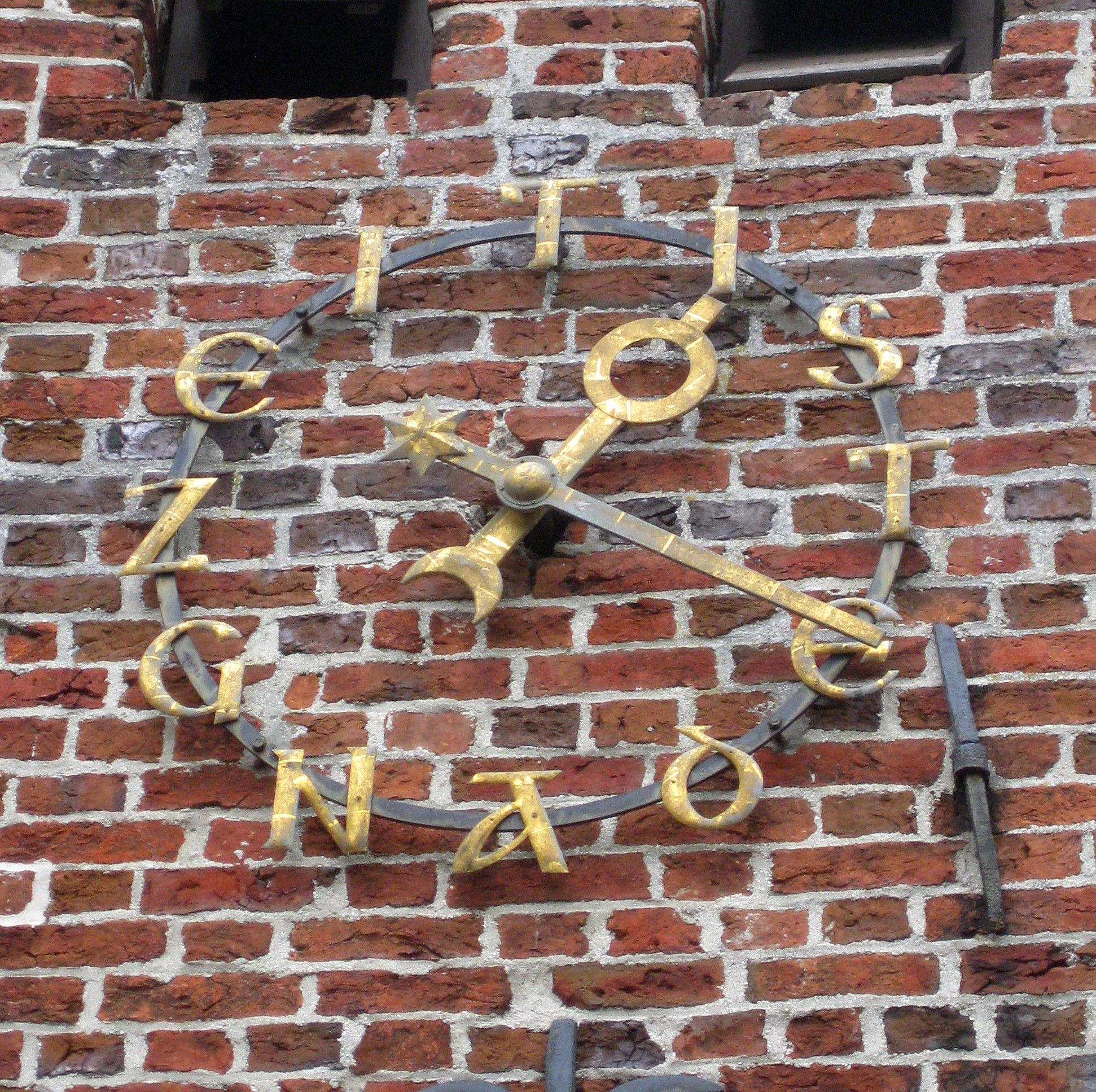
Kirchturmuhr (Süden) „Zeit ist Gnade“
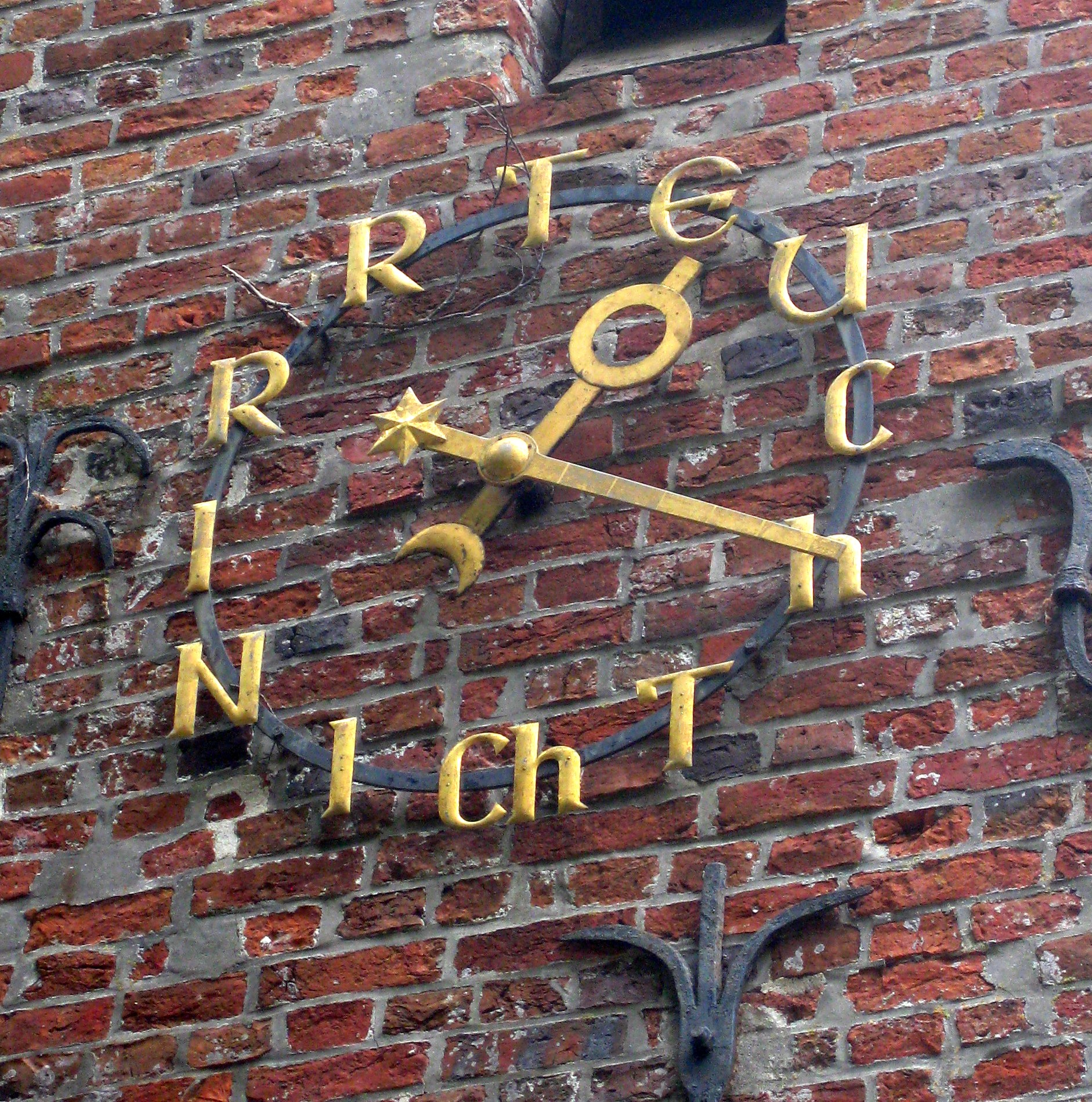
Kirchturmuhr (Westen) „Irrt euch nicht“
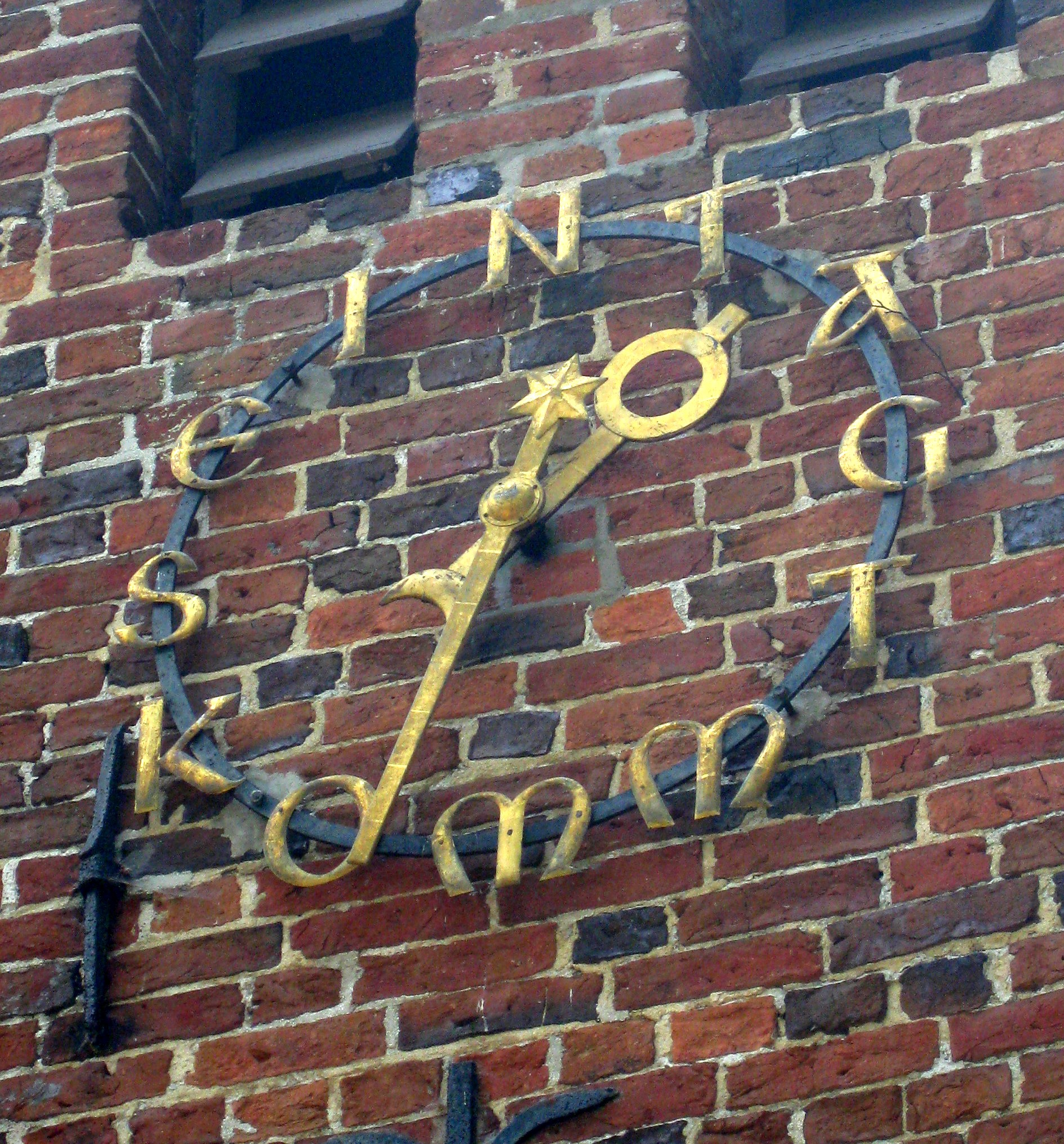
Kirchturmuhr (Norden) „Sein Tag kommt“
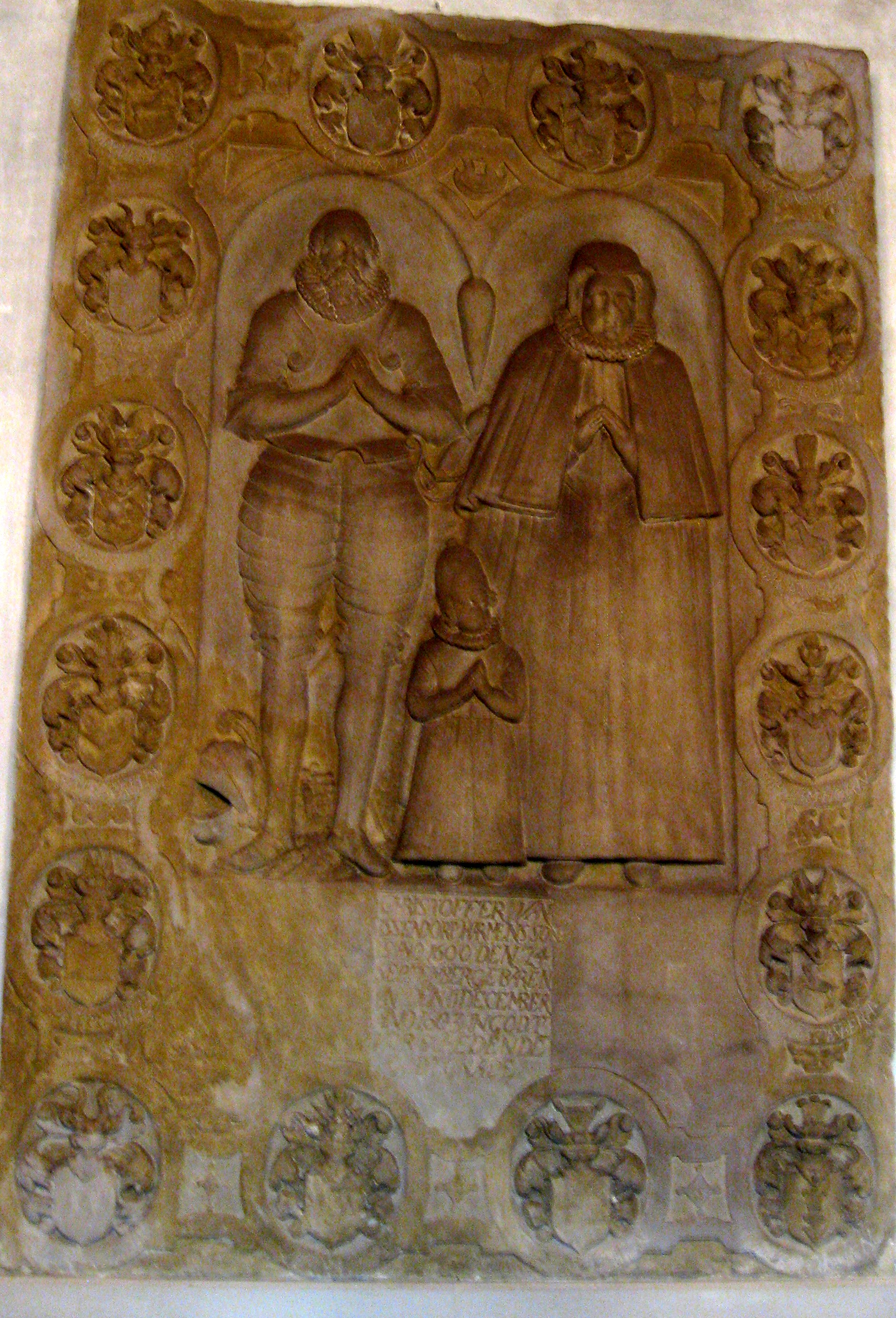
Kirchenstifter Christoffer von Issendorf mit Frau und Kind